# MG 18 TuF
La Maschinengewehr 18 Tank und Flieger, MG 18 TuF, è stata una mitragliatrice pesante tedesca sperimentata alla fine della prima guerra mondiale camerata con le munizioni perforanti anticarro 13,2 mm TuF (cal. 13,2 × 92 mm SR).
La genesi di questa arma e strettamente legata alla comparsa dei primi carri armati inglesi ed il conseguente sviluppo dei nuovi proiettili perforanti adeguati a contrastarli.

## Storia
Nell'ottobre 1917 il GPK indisse, per conto del Ministero della Guerra, un concorso, a cui parteciparono sei aziende, per la realizzazione di un'arma automatica in grado di sparare le nuove munizioni. I due progetti vincitori furono ottenuti modificando mitragliatrici medie già in uso.
Il primo, sviluppato dalla Rheinmetall, prevedeva l'alimentazione con caricatore a tamburo in una configurazione del tutto analoga a quella della mitragliatrice leggera Lewis; il secondo invece, elaborato dalla MAN, era fondamentalmente una MG 08 ricalibrata ed irrobustita: giudicata fra le due proposte la migliore, dopo una serie di modifiche, fu ufficialmente adottata dall'esercito tedesco il 13 agosto 1918.

## Impiego operativo
Nonostante la potenziale efficacia dell'arma sia nel previsto impiego anticarro  che in quello antiaereo (da cui deriva la denominazione Tank und Flieger), l'elevato costo di produzione unito ad una maggiore complessità costruttiva ne decretò l'immediato insuccesso, tant'è che per il mese di gennaio 1919 si possono contare solamente circa 50 unità prodotte. Questo spinse i vertici militari, già nei primi mesi di sviluppo della mitragliatrice, a ripiegare nella soluzione alternativa, di rapida costruzione e minor costo, rappresentata dal fucile anticarro monocolpo Tankgewehr M1918.
La perdita del conflitto da parte tedesca ed il conseguente divieto di progettare e produrre nuove armi da fuoco imposte dal Trattato di Versailles, pose definitivamente la parola fine ad ulteriori sviluppi e impieghi dell'arma.